# Parantica ceylanica
Parantica ceylanica är en fjärilsart som beskrevs av Felder 1862. Parantica ceylanica ingår i släktet Parantica och familjen praktfjärilar. Inga underarter finns listade i Catalogue of Life.